# ويلينغدون (ألبرتا)
ويلينغدون (بالإنجليزية: Willingdon, Alberta)‏ هي قرية تقع في كندا في ألبرتا. يقدر عدد سكانها بـ 275 نسمة ومساحتها 0.97 كم2 وترتفع عن سطح البحر 625 متر.

## أعلام
- ريج كينت